# 陸上植物
陸上植物（りくじょうしょくぶつ）とは、陸上に上がった緑色植物の一群。コケ植物、シダ植物、種子植物をさす。これは最も狭義の（リン・マーギュリスの定義による）植物と同義である。
最初の陸上植物が出現したのは、約4億5000万年前のオルドビス紀である。
陸上植物の定義は系統的なものである。したがって、藻類にも陸生のものがあるがそういうものはこれに含めず、逆に陸生のものから再び水棲に戻ったと考えられる水草は含まれる。

## 用語
陸上植物 (land plant) は陸上で進化した植物群を指す言葉であり、分類学的な用語である。この中には水中生活をするものが含まれるが、それらもこの名で呼んでよい。逆に陸上生活をする藻類はこれに含めない。よく似た語であるが、陸生植物 (terrestorial plant) は生態学的な用語であり、実際に陸で生育するものをまとめたものである。
ただし、これらの言葉はいずれも一般的な語を組み合わせたものなので、生物学の専門家以外が使う例も見られ、その場合にはこのような区分はない。単に陸の植物としてどちらの語も使われる可能性がある。
世代交代を行い、配偶体の中で胞子体の胚が形成されることから、有胚植物（ゆうはいしょくぶつ）とも呼ばれる。分類群名としてはこの方が適切である。

## 進化
これらの植物群は、車軸藻に近縁な、淡水性の緑色の藻類から進化したものと考えられている。これらのうちで、コケ植物・シダ植物が比較的原始的なものと考えられる。この両者の起源やその関係については議論が分かれる。一般にはコケ植物の方が簡単で単純な構造を持つが、こちらの方が原始的であると見なす決め手はない。しかし、少なくともこの両者は近縁の先祖を持ち、いずれも古生代オルドビス紀からデボン紀にかけて陸上に進出し、陸上で進化したことは間違いないものと見られる。

## 特徴
これらの植物群は、いずれもが茎や葉、根のような複雑な構造を持つ（コケ植物は他の群のものとは相同ではないものの、類似した形の器官を持つのが普通である）点で、いわゆる藻類より、多細胞生物としては遙かに高度な構造を持つ。これは陸上生活に対する適応と考えられる。いずれの仲間にも、淡水産の種があるが、ごく少数であり、それらの原始的なものと言うよりは、むしろ二次的に淡水へ入ったものと考えるべきである。
シダ植物、コケ植物は生殖細胞が鞭毛を持ち、そのために生活環を完結するためには遊離した水がある環境を必要とするが、栄養体の生活に関しては陸上の環境に十分な対応ができている。種子植物は、すべて生活環の完結のために遊離した水が外部にある必要のない構造を持っている。種子植物にも二次的に淡水に侵入したものがあり（水草）、ごく少数が海水にも侵出している（海草）が、それらの大部分が生殖のために空中に顔を出さなければならないのは、陸上で進化したことの証拠と言っていい。
陸上では生物の体を構成する栄養塩のうちリン酸化合物が不溶性の化合物となったり土壌の粘土鉱物に堅固に吸着されたりして動きにくい状態となりがちであり、水中に比べて拡散によって植物のところまでもたらされ難い。陸上植物はその進化の最初期よりグロムス門の菌類と菌根共生（アーバスキュラー菌根）を営んできており、現在でも陸上植物の80％以上がこの共生を営んでいるとされている。グロムス門の菌類との共生関係を断った植物でも別の菌類と別の型の菌根共生を確立しているものが多く、菌根共生を営まない陸上植物はアブラナ科やヒユ科（アカザ科を含む）などごくわずかである。植物からはグロムス門菌類に光合成産物の有機物を、グロムス門菌類は土壌中に広く展開した菌糸体によって集めたリン酸塩を植物に与えあっている。コケ植物では単相の配偶体、シダ植物では単相の配偶体と複相の胞子体の根、種子植物では複相の胞子体の根でこの共生を営んでいる。
単相（配偶体）と複相（胞子体）の世代交替を行う。また非生殖細胞をも含む生殖器官が発達しており、胞子体は配偶体の生殖器官内で胚として発生する。原始的なセンタイ類では、胞子体は小さく親世代に寄生して生きる。シダ植物でも胞子体は初め配偶体（前葉体）に育てられるが、その後独立して生育する。種子植物では配偶体が退化して胞子体に寄生し、結果的には親世代の胞子体が子世代の胞子体の胚を育てて種子とする。 
他に、以下のような共通した特徴がある。
- クロロフィルa、bを持ち、光合成をする独立栄養。（緑色植物共通）
- 先端成長をする。
- 乾燥への適応。特に植物体表面の細胞層（表皮）が丈夫になり、クチクラ層が発達する。
- 栄養体を支持する組織の発達。水中とは異なり、体を機械的に支えなければ形態が保持できない。細胞壁が発達するほか、機械的な支持を行う組織が分化している。維管束にもその機能がある。コケ植物においても、それに近い位置に細胞壁の肥厚した組織が発達するものがある。
- 水を吸い上げる器官の発達。陸上においては、水を地表から吸い上げなければならず、そのためには非同化部分を発達させて地下に伸ばさねばならない。いわゆる根である。
- 通道のための組織の発達。地下からの水の吸い上げが必要であるから、パイプの働きをする器官が発達する（維管束など）。同時に、根という非同化器官を養うために栄養を運ぶ役割も持ち合わせなければならない。
- 散布体が水に依存しないこと。胞子は鞭毛を失い、厚膜化する。

## 系統
現生では車軸藻類と姉妹群をなす。これらにさらに、いくつかの原始的な緑色藻類を含めた単系統が、ストレプト植物である。陸上植物に近縁なこれらの藻類は、かつては緑藻植物に含められていたが、現在は除かれることが多い。
陸上植物は蘚苔類（非維管束植物、かつてのコケ植物）と維管束植物（ヒカゲノカズラ類、大葉シダ植物、種子植物）を含む。しかし、蘚苔類はおそらく側系統で、苔類・蘚類・ツノゴケ類の3つの大きな系統からなる。これに維管束植物を加えた4系統の系統関係は不明な点が多い。

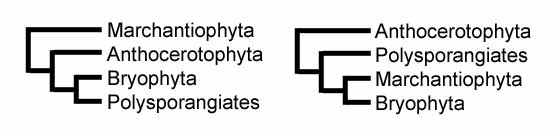
陸上植物4系統の系統関係の諸説の例

維管束植物は単系統であり、種子植物、ヒカゲノカズラ植物、大葉シダ植物の3群が含まれる。維管束植物のうち非種子植物はシダ植物と一括されることもある。トクサ類は、他のシダ類と形態が大きく異なることから従来独立門と扱われていたが、分子系統学からはシダ植物門内に含められる。
種子植物は、裸子植物と被子植物に分けられる。裸子植物の単系統性は、現在なお未確定である。被子植物は、伝統的に双子葉類と単子葉類とに分けられているが、分子系統学から、双子葉類は側系統群である（APG植物分類体系）。ただし、双子葉類のうち、30科程度を除いた残りの数百科は単系統の真正双子葉類である。

## 分類
| 和名                | 学名             | 備考                                                                                     |
| ------------------- | ---------------- | ---------------------------------------------------------------------------------------- |
| コケ植物（側系統?） |                  |                                                                                          |
| 苔類                | Hepatophyta      | ゼニゴケ植物 Marchantiophyta とも。                                                      |
| 蘚類                | Bryophyta        |                                                                                          |
| ツノゴケ類          | Anthocerophyta   |                                                                                          |
| 維管束植物          |                  |                                                                                          |
| 小葉植物            | Microphyllophyta | （ヒカゲノカズラ植物）                                                                   |
| 大葉シダ植物        | Monilophyta      | トクサ類、ハナヤスリ亜綱（マツバラン類含む）、リュウビンタイ類、薄嚢シダ類 の4群を含む。 |
| 種子植物            | Spermatophyta    | 裸子植物 と 被子植物 を含む。                                                            |

- 維管束植物 のうち 種子植物 でないものを シダ植物 ということがある。（この意味のシダ植物は側系統）